# Полковничье (Ставищенский район)
Полковничье (укр. Полковниче) — село, входит в Ставищенский район Киевской области Украины.
Население по переписи 2001 года составляло 401 человек. Почтовый индекс — 09431. Телефонный код — 4564. Занимает площадь 2,416 км². Код КОАТУУ — 3224284602.

## Местный совет
09431, Київська обл., Ставищенський р-н, с. Полковниче, вул. Поповича, 3, т5-24-15 (укр.).